# チャン・ソウ・リン駅
チャン・ソウ・リン駅（マレー語:Stesen Chan Sow Lin）はマレーシアクアラルンプールプドゥにある、ラピドKLの駅。

## 概要
ラピドKLのアンパン線・スリ・プタリン線が乗り入れる。スントゥル・ティモール駅 - 当駅の区間は、アンパン線とスリ・プタリン線が線路を共有している。当駅以南で分岐する。駅番号はアンパン線が「AG11」、スリ・プタリン線が「SP11」である。
2022年ごろにスンガイ・ブロー-スルダン-プトラジャヤ線の駅が開業する予定。

## 歴史
- 1996年12月16日 - アンパン線の駅として開業。
- 1998年7月11日 - スリ・プタリン線（当駅 - スリ・プタリン駅（英語版）間）開業により、2路線の分岐駅となる。

## 駅構造

プラットホーム

島式ホーム2面3線を有する高架駅であるが、1面（1A・1Bホーム）は使用されておらず、実質は1面2線が使用されている。ホーム上に橋上駅舎を有する。

### のりば
| 1A・1B |                                  | 未使用                                         |
| 2A     | 3 アンパン線                     | マルリ、アンパン方面                           |
| 2A     | 4 スリ・プタリン線               | バンダル・タシッ・スラタン、プトラ・ヘイツ方面 |
| 2B     | 3 アンパン線、4 スリ・プタリン線 | マスジット・ジャメ、スントゥル・ティモール方面 |

## 駅周辺
- CIDB政府機関
- マレーシア建築アカデミー
- HELP芸術技術大学

## バス路線
全てバスラピドKLの運行。
- U41 : スルタン・モハマド通りターミナル - バンダル・スンガイ・ロン・メラルイ（マレー語版） KTMコミューター・スルダン - スルタン・モハマド通りターミナル
- U48 : KLモノレール・ブキッ・ビンタン - デサ・プタリン - KLモノレール・ブキッ・ビンタン

## 隣の駅
ラピドKL
3 アンパン線
プドゥ駅 (AG10) - チャン・ソウ・リン駅 (AG11) - ミハルジャ駅 (AG12)
4 スリ・プタリン線
プドゥ駅 (AG10) - チャン・ソウ・リン駅 (SP11) - チュラス駅 (SP12)